# Luis Emilio Recabarren

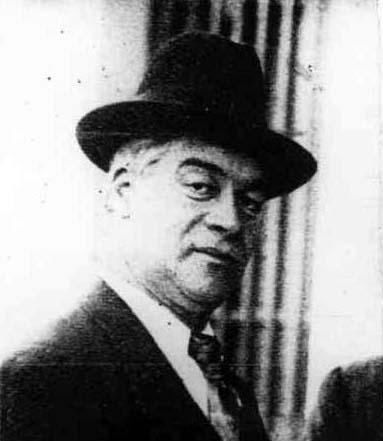
Luis Emilio Recabarren

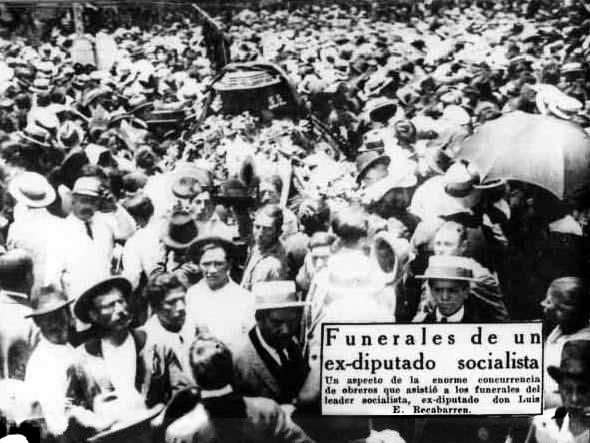
Begräbnis Recabarrens 1924 in Santiago

Luis Emilio Recabarren (* 6. Juli 1876 in Valparaíso; † 19. Dezember 1924 in Santiago de Chile) war ein chilenischer Politiker und gilt als der Begründer der chilenischen Arbeiterbewegung.

## Leben
Recabarren gründete mehrere Arbeiterzeitungen, etwa „El Trabajo“ in seiner Geburtsstadt Valparaíso, wofür er zu acht Monaten Gefängnis verurteilt wurde, und 1905 „La Vanguardia“ in Antofagasta, dem Bergbauzentrum im Norden Chiles. 1906 wurde er für die Partido Demócrata in den Kongress gewählt. Weil er sich als Agnostiker weigerte, einen Eid auf Gott zu schwören, durfte er sein Mandat nicht antreten. Nach längerer Zeit im Exil in Argentinien und Europa kehrte er 1908 nach Chile zurück, woraufhin er zu 18 Monaten Gefängnis verurteilt wurde. Als die zuvor als progressive Bewegung gegründete Partido Demócrata 1912 ein Wahlbündnis mit den Konservativen schloss, gründete Recabarren im Juni mit knapp 30 Gesinnungsgenossen in Iquique (zusammen mit Antofagasta Schwerpunkt des Salpeter-Bergbaus) die Partido Obrero Socialista (POS), die Sozialistische Arbeiterpartei. Die Partei und die 1922 aus ihr hervorgegangene Kommunistische Partei blieben jedoch bis in die 30er Jahre eine Splitterpartei.
Als Recabarren 1918 aus einem weiteren Exil-Aufenthalt in Argentinien (wo er an der Gründung der Kommunistischen Partei Argentiniens teilnahm) nach Chile zurückkehrte, begann er, Chiles damals wichtigste Gewerkschaft, die Federación de Obreros de Chile (FOCH) an seine Partei zu binden. 1919 wurde er Vorsitzender der Gewerkschaft und die beiden Organisationen verschmolzen faktisch.
Schon 1920 beschloss ein Parteitag die Umbenennung in Kommunistische Partei Chiles, die jedoch erst nach der Teilnahme an der 3. Internationalen 1922 erfolgte. Erst unter dem Eindruck der Repression durch den Diktator Carlos Ibáñez del Campo erfolgte 1927 die Aufnahme in die Komintern. Zu diesem Zeitpunkt hatten FOCH und POS zusammen etwa 200.000 Mitglieder (und Chile 4,3 Millionen Einwohner) und die POS zwei von 118 Sitzen im Abgeordnetenhaus.
Kurz nach einer Reise in die Sowjetunion brachte sich Recabarren 1924 um. Manuel Hidalgo wurde sein Nachfolger als Vorsitzender der KP.

## Werke
(Ausschnitte, auf Spanisch online frei verfügbar)
- Patria y patriotismo (1 MB; PDF-Datei)
- Proceso oficial contra la Sociedad Mancomunal de Tocopilla : respuesta a la acusación fiscal (5 MB; PDF-Datei)
- El pensamiento de Luis Emilio Recabarren (7 MB; PDF-Datei)
- La Rusia obrera y campesina (2 MB; PDF-Datei)